# Der Hexer von Salem
Der Hexer von Salem ist eine Romanserie des Bastei Lübbe Verlags, geschaffen von Wolfgang Hohlbein, der auch die meisten Folgen schrieb. Sie war eine Nachauflage und Fortsetzung der Horror-Heftromanserie Der Hexer – Die phantastischen Abenteuer des Robert Craven des Bastei-Verlags. Sie erschien vom 16. April 1985 bis zum 17. Februar 1987 und wurde später als Taschenbuch fortgesetzt. Die Romane erschienen initial unter dem Sammelpseudonym Robert Craven, wurden aber in späteren Ausgaben unter Hohlbeins eigenem Namen veröffentlicht.

## Handlung
Die Handlung spielt im London des 19. Jahrhunderts. „Der Hexer“ erlebt dort unheimliche Abenteuer mit den „Großen Alten“ und deren Vertretern auf der Erde. Die von Hohlbein als großes Gesamtwerk angelegte Serie basierte auf Figuren des Cthulhu-Mythos von H. P. Lovecraft, der auch als eine der Hauptfiguren auftaucht. Das Werk erlebte Neuauflagen und Fortsetzungen, zuletzt in Form von E-Books; es erschienen Buchromane und Spiele.

## Heftromane

### Gespenster-Krimi
Bevor die Romane in einer eigenständigen Serie erschienen, wurden in der Reihe Gespenster-Krimi bereits acht Romane zu der Serie veröffentlicht. Diese wurden in allen Neuveröffentlichungen berücksichtigt.
| 567 | Robert Craven | Wolfgang Hohlbein | Als der Meister starb         |
| 571 | Robert Craven | Wolfgang Hohlbein | Tyrann aus der Tiefe          |
| 575 | Robert Craven | Wolfgang Hohlbein | Die Hexe von Salem            |
| 579 | Robert Craven | Wolfgang Hohlbein | Das Haus am Ende der Zeit     |
| 583 | Robert Craven | Wolfgang Hohlbein | Im Schatten der Bestie        |
| 587 | Robert Craven | Wolfgang Hohlbein | Bücher, die der Satan schrieb |
| 589 | Robert Craven | Wolfgang Hohlbein | Der Baumdämon                 |
| 595 | Robert Craven | Wolfgang Hohlbein | Tage des Wahnsinns            |

Später schrieb Wolfgang Hohlbein noch unter dem Titel Auf der Spur des Hexers ein Prequel, welches die Vorgeschichte des ersten Gespenster-Krimis um Robert Cravens Vater Roderick Andara erzählt.

### Der Hexer – Die phantastischen Abenteuer des Robert Craven
| 01 | Robert Craven | Wolfgang Hohlbein                        | Das Erbe der Dämonen              |
| 02 | Robert Craven | Wolfgang Hohlbein                        | Der Seelenfresser                 |
| 03 | Robert Craven | Wolfgang Hohlbein                        | Cthulhu lebt!                     |
| 04 | Robert Craven | Wolfgang Hohlbein                        | Bote vom Ende der Nacht           |
| 05 | Robert Craven | Wolfgang Hohlbein                        | Die Chrono-Vampire                |
| 06 | Robert Craven | Elmar H. Wohlrath                        | Labyrinth der weinenden Schatten  |
| 07 | Robert Craven | Wolfgang Hohlbein                        | Das Haus unter dem Meer           |
| 08 | Robert Craven | Wolfgang Hohlbein                        | Im Bann des Puppenmachers         |
| 09 | Robert Craven | Wolfgang Hohlbein                        | Das Mädchen aus dem Zwischenreich |
| 10 | Robert Craven | Wolfgang Hohlbein                        | Wenn der Stahlwolf erwacht        |
| 11 | Robert Craven | Wolfgang Hohlbein                        | Engel des Bösen                   |
| 12 | Robert Craven | Wolfgang Hohlbein                        | Im Land der GROSSEN ALTEN         |
| 13 | Robert Craven | Wolfgang Hohlbein                        | Der Clan der Fischmenschen        |
| 14 | Robert Craven | Wolfgang Hohlbein                        | Dagon - Gott aus der Tiefe        |
| 15 | Robert Craven | Wolfgang Hohlbein                        | Wo die Nacht regiert              |
| 16 | Robert Craven | Wolfgang Hohlbein                        | Die Prophezeiung                  |
| 17 | Robert Craven | Wolfgang Hohlbein                        | Gefangen im Dämonen-Meer          |
| 18 | Robert Craven | Wolfgang Hohlbein                        | Wer den Tod ruft                  |
| 19 | Robert Craven | Wolfgang Hohlbein                        | Der achtarmige Tod                |
| 20 | Robert Craven | Wolfgang Hohlbein                        | Unter dem Vulkan                  |
| 21 | Robert Craven | Wolfgang Hohlbein                        | Krieg der Götter                  |
| 22 | Robert Craven | Frank Rehfeld                            | Die Hand des Dämons               |
| 23 | Robert Craven | Frank Rehfeld                            | Im Netz der toten Seelen          |
| 24 | Robert Craven | Wolfgang Hohlbein                        | Der Zug, der in den Alptraum fuhr |
| 25 | Robert Craven | Wolfgang Hohlbein                        | Ein Gigant erwacht                |
| 26 | Robert Craven | Wolfgang Hohlbein                        | Die Gruft der weißen Göttin       |
| 27 | Robert Craven | Michael Schönenbröcher                   | Todesvisionen                     |
| 28 | Robert Craven | Wolfgang Hohlbein                        | Brücke am Ende der Welt           |
| 29 | Robert Craven | Wolfgang Hohlbein                        | Necron - Legende des Bösen        |
| 30 | Robert Craven | Wolfgang Hohlbein                        | Buch der tausend Tode             |
| 31 | Robert Craven | Wolfgang Hohlbein                        | Die Macht des Necronomicon        |
| 32 | Robert Craven | Wolfgang Hohlbein                        | Der Koloss von New York           |
| 33 | Robert Craven | Michael Schönenbröcher                   | Wer die Götter erzürnt            |
| 34 | Robert Craven | Wolfgang Hohlbein                        | Stirb Hexer                       |
| 35 | Robert Craven | Wolfgang Hohlbein                        | Die seelenlosen Killer            |
| 36 | Robert Craven | Hans Wolf Sommer                         | Das Hirn von London               |
| 37 | Robert Craven | Wolfgang Hohlbein                        | In der Festung des Dschinn        |
| 38 | Robert Craven | Wolfgang Hohlbein                        | Das Auge des Satans               |
| 39 | Robert Craven | Wolfgang Hohlbein                        | Die Rache des Schwertes           |
| 40 | Robert Craven | Wolfgang Kehl                            | Das unheimliche Luftschiff        |
| 41 | Robert Craven | Michael Schönenbröcher                   | Die phantastische Reise           |
| 42 | Robert Craven | Wolfgang Hohlbein & Karl-Ulrich Burgdorf | Die vergessene Welt               |
| 43 | Robert Craven | Wolfgang Hohlbein & Karl-Ulrich Burgdorf | Revolte der Echsen                |
| 44 | Robert Craven | Wolfgang Kehl                            | Endstation Hölle                  |
| 45 | Robert Craven | Frank Rehfeld                            | Der abtrünnige Engel              |
| 46 | Robert Craven | Wolfgang Hohlbein                        | Das Rätsel von Stonehenge         |
| 47 | Robert Craven | Wolfgang Hohlbein & Frank Rehfeld        | Stadt der bösen Träume            |
| 48 | Robert Craven | Wolfgang Hohlbein & Frank Rehfeld        | Geistersturm                      |
| 49 | Robert Craven | Wolfgang Hohlbein & Frank Rehfeld        | Hochzeit mit dem Tod              |

## Bücher

### Bastei-Lübbe-Taschenbücher
Ab 1987 erschienen die Romane zusammengefasst und teilweise überarbeitet als Taschenbücher bei Bastei-Lübbe in der Allgemeinen Reihe.
| 13 101                   | Robert Craven | Wolfgang Hohlbein | Der Hexer von Salem – Unheimliche Abenteuer aus der Welt des Cthulhu-Mythos (1987) |
| 13 182                   | Robert Craven | Wolfgang Hohlbein | Neues vom Hexer von Salem (1989)                                                   |
| 13 228                   | Robert Craven | Wolfgang Hohlbein | Auf der Spur des Hexers – Wie der Horror begann (1990)                             |
| 13 306                   | Robert Craven | Wolfgang Hohlbein | Der Hexer von Salem – Buch 3: Der Dagon-Zyklus (1987)                              |
| 13 406                   | Robert Craven | Wolfgang Hohlbein | Der Hexer von Salem – Die Sieben Siegel der Macht (1992)                           |
| 13 772                   | Robert Craven | Wolfgang Hohlbein | Der Hexer von Salem – Das Labyrinth von London (1996)                              |
| 28 209 (Paperback-Serie) | Robert Craven | Wolfgang Hohlbein | Der Sohn des Hexers: England 1900 – die Dämonen erwachen (1992)                    |

### Sammleredition im Weltbild-Verlag
Die überarbeitete Serie Der Hexer besteht insgesamt aus 24 Einzelwerken. Diese sind im Weltbild-Verlag als Sammleredition erschienen.
| 01 | Robert Craven | Wolfgang Hohlbein                   | Die Spur des Hexers (2003)        |
| 02 | Robert Craven | Wolfgang Hohlbein                   | Als der Meister starb (2003)      |
| 03 | Robert Craven | Wolfgang Hohlbein                   | Das Haus am Ende der Zeit (2003)  |
| 04 | Robert Craven | Wolfgang Hohlbein                   | Tage des Wahnsinns (2003)         |
| 05 | Robert Craven | Wolfgang Hohlbein                   | Der Seelenfresser (2003)          |
| 06 | Robert Craven | Wolfgang Hohlbein                   | Die Chrono-Vampire (2003)         |
| 07 | Robert Craven | Wolfgang Hohlbein                   | Im Bann des Puppenmachers (2003)  |
| 08 | Robert Craven | Wolfgang Hohlbein                   | Engel des Bösen (2003)            |
| 09 | Robert Craven | Wolfgang Hohlbein                   | Dagon – Gott aus der Tiefe (2003) |
| 10 | Robert Craven | Wolfgang Hohlbein                   | Wer den Tod Ruft (2003)           |
| 11 | Robert Craven | Wolfgang Hohlbein                   | Der achtarmige Tod (2003)         |
| 12 | Robert Craven | Wolfgang Hohlbein                   | Die Hand des Dämons (2003)        |
| 13 | Robert Craven | Wolfgang Hohlbein                   | Ein Gigant Erwacht (2003)         |
| 14 | Robert Craven | Wolfgang Hohlbein                   | Necron – Legende des Bösen (2003) |
| 15 | Robert Craven | Wolfgang Hohlbein                   | Der Koloss von New York (2003)    |
| 16 | Robert Craven | Wolfgang Hohlbein                   | Stirb, Hexer! (2003)              |
| 17 | Robert Craven | Wolfgang Hohlbein                   | Das Auge des Satans (2004)        |
| 18 | Robert Craven | Wolfgang Hohlbein                   | Endstation Hölle (2004)           |
| 19 | Robert Craven | Wolfgang Hohlbein                   | Der Abtrünnige Engel (2004)       |
| 20 | Robert Craven | Wolfgang Hohlbein                   | Hochzeit mit dem Tod (2004)       |
| 21 | Robert Craven | Wolfgang Hohlbein                   | Der Sohn des Hexers I (2004)      |
| 22 | Robert Craven | Wolfgang Hohlbein                   | Der Sohn des Hexers II (2004)     |
| 23 | Robert Craven | Wolfgang Hohlbein                   | Das Labyrinth von London (2004)   |
| 24 | Robert Craven | Wolfgang Hohlbein mit Frank Rehfeld | Das Haus der Bösen Träume (2004)  |

Außerdem gehören zu der Serie noch folgende Bücher:
Die Trilogie Der Magier
- 1 Wolfgang Hohlbein: Das Tor ins Nichts (1989, Heyne, ISBN 3-85492-955-2)
- 2 Wolfgang Hohlbein: Der Erbe der Nacht (1989, Heyne, ISBN 3-85492-953-6)
- 3 Wolfgang Hohlbein: Der Sand der Zeit (1989, Heyne, ISBN 3-85492-954-4)

Der Crossover-Zweiteiler mit Geisterjäger John Sinclair
- 1 Wolfgang Hohlbein: Oculus – Im Auge des Sturms (2017, Bastei Lübbe, ISBN 978-3-7325-4026-6)
- 2 Wolfgang Hohlbein: Oculus – Das Ende der Zeit (2017, Bastei Lübbe, ISBN 978-3-7325-4940-5)

Das Cthulhu-Rollenspiel und die Abenteuerbände
- 0: Wolfgang Hohlbein’s Der Hexer von Salem (2005, Pegasus Spiele, ISBN 3-937826-41-6)
- 1: Wenn Engel fallen (2006, mit Dieter Winkler und Matthias Oden, Pegasus Spiele, ISBN 3-937826-72-6)
- 2: Der Teufelsplan des Fu Manchu (2006, mit Dieter Winkler und Peer Kröger, Pegasus Spiele, ISBN 3-937826-74-2)
- 3: Tage des Mondes (2007, mit Dieter Winkler und Andreas Melhorn, Pegasus Spiele, ISBN 3-937826-76-9)

Abenteuer-Spielbücher in der Welt des Hexers von Salem
(von Frank Rehfeld, Bernd Perplies und Christian Humberg)
- 1: Der Blutstern (2008, Pegasus Spiele, ISBN 978-3-939794-05-9)
- 2: Das schleichende Grauen (2008, Pegasus Spiele, ISBN 978-3-939794-74-5)

2024 erschien bei Bastei Lübbbbe zum 440. Jubiläum der Serie ein Sonderband. Das Werk enthält nicht nur einen weiteren Hexer-Roman namens Erntezeit, welcher von einer vergessenen Begegnung von Robert Craven mit seinem Vater Roderick Andara berichtet. Enthalten sind auch ein Vorwort von Kai Meyer, eine Biografie, ein Interview mit dem Autor von Sophie Reyer und Wolfgang Liemberger, Gastbeiträge von Lektor Michael Schönenbröcher, seinem ehemaligen Co-Autor Frank Rehfeld und seinem Co-Autor und Manager Dieter Winkler. Darüber hinaus gibt es Farbfotos aus dem Leben von Wolfgang und Heike Hohlbein und ihrer Kinder. Alle Veröffentlichungen mitsamt Cover aller jemals erschienenen Hexer-Werke im Buch abgebildet.
- 40 Jahre Der Hexer - Das Jubiläumsbuch (2024, Bastei Lübbe, ISBN 978-3-7577-0089-8)

## E-Books
Seit 2012 erscheinen alle 68 Einzeltitel der Serie auch als E-Book im Lübbe-Verlag, wobei das Prequel Auf der Spur des Hexers als Band 1 veröffentlicht wurde. Dabei wurde ein einheitliches Titelbild gewählt und auf die originalen Cover der Heftromanserie verzichtet. Zu einigen Folgen hat Wolfgang Hohlbein ein Vorwort verfasst, in dem er auf die Entstehungsgeschichte eingeht.

## Hörspiele/Hörbücher
Aktuell vertonen Lübbe Audio und der Traumwelt Hörspiel Verlag Hohlbeins Werke.

### Lübbe Audio
- Auf der Spur des Hexers, Köln 2019.
- Als der Meister starb, Köln 2019.
- Das Haus am Ende der Zeit, Köln 2019.
- Tage des Wahnsinns, Köln 2019.
- Der Seelenfresser, Köln 2019.
- Die Chrono-Vampire, Köln 2019.
- Im Bann des Puppenmachers, Köln 2019.

Innerhalb der Hörspielserie Geisterjäger John Sinclair erschienen 2017 die beiden Sondereditionen Oculus – Im Auge des Sturms und Oculus – Das Ende der Zeit, wobei es sich um Vertonungen des Crossovers zwischen John Sinclair und dem Hexer von Salem handelt.

### Traumwelt Hörspiel Verlag
- Als der Meister starb, Bünde 2019.
- Tyrann aus der Tiefe, Bünde 2019.
- Die Hexe von Salem, Bünde 2020.
- Das Haus am Ende der Zeit, Bünde 2021

## Andere Veröffentlichungen
- Der Hexer von Salem, Brettspiel, Kosmos Verlag 2008. Adaption von Michael Rieneck.